# おきなわHOTeye
『おきなわHOTeye』（おきなわホットアイ）は、2013年4月1日からNHK沖縄放送局が平日夕方に放送している『NHKニュース』のワイドニュース番組。
前身は『NEWSおきなわ610』。

## 放送時間
- 沖縄県内の総合テレビ 平日 18:10 - 18:59（JST）
  - 祝日・年末年始と重なった場合は休止し、18:45 - 18:59に「ニュース・気象情報（沖縄）」を放送。但し、春の大型連休期間（5月3日 - 5日（または6日））、年末年始（18:50 - 19:00）は拠点の福岡放送局から「ニュース・気象情報（九州沖縄）」をネット。
  - また、オリンピック期間中も同様に休止され、18:45 - 18:59に代替の「沖縄県のニュース・気象情報」を放送する。但し、2017年12月25日 - 28日、2018年5月1日・2日、同年8月13日 - 17日、同年12月25日 - 28日、2019年1月4日、同年8月13日 - 16日、2020年8月11日 - 14日、同年12月28日、2022年8月15日 - 19日、2023年8月14日 - 18日は平日ではあったが本番組が休止となり、18:45 - 18:59に代替の「沖縄県のニュース・気象情報」を放送した[注 1]。また、毎年8月9日が平日と重なる場合は18:10 - 18:45に長崎原爆の日関連の九州沖縄向け特集番組が組まれるため、本番組は休止となり18:45 - 18:59に代替の「沖縄県のニュース・気象情報」が放送。
  - 2020年5月11日 - 22日は、新型コロナウイルス関連報道のため、18:30 - 18:52に番組編成上は本番組のままで福岡から『九州沖縄 新型コロナ関連ニュース』を同時ネットしていた（14日を除く[注 2]）[注 3]。
  - 2022年末は福岡局の『ロクいち!福岡』など大半の九州沖縄ブロック各局の18時台のローカルニュースワイド番組は12月23日で年内の放送を終えていたが、当番組の場合は28日まで放送[注 4]。
  - 2023年の大型連休は、福岡局の『ロクいち!福岡』など大半の九州沖縄ブロック各局の18時台のローカルワイド番組は4月28日で大型連休前の放送を終えていたが、連休中の平日5月1日・2日、九州沖縄で唯一通常の時間帯で放送[注 5]。
  - 2023年5月15日より、NHKプラスの「ご当地プラス（九州・沖縄エリア）」において見逃し配信を開始した[1][2]。
  - 2023年のお盆休みは、福岡局の『ロクいち!福岡』など大半の九州沖縄ブロック各局の18時台のローカルワイド番組は8月10日でお盆休み前の放送を終えていたが、お盆休みの平日にも関わらず、本番組を休止し、代替として『ニュース・気象情報（沖縄）』（18:45 - 18:59）を放送された[注 6]。
  - 2023年 - 2024年の年末年始は福岡局の『ロクいち!福岡』など大半の九州沖縄ブロック各局の18時台のローカルニュースワイド番組は12月22日で2023年内の放送を終えていたが、当番組の場合は28日まで放送[注 7]。また、年始の平日の2024年1月4日・5日は、本番組を休止し、代替として『ニュース・気象情報（沖縄）』（18:45 - 18:59）を放送した。
  - 2024年の大型連休平日の4月30日・5月1日・2日は、本番組を休止し、代替として『ニュース・気象情報（沖縄）』（18:45 - 18:59）を放送した[注 8]。

## 主なコーナー
毎日
- ぼくの絵わたしの絵
- 日めくりカレンダー
- HOTeyeフォーカス
- HOTスナップ
- 気象歳事記

月曜日
- eyeトピ
- アラカルトコーナー
- HOTヒューマン（不定期）
- スポーツ

火曜日
- 誇らしゃや 島ぬ大自然（月1回）
- HOTグルメ
- いまほん

水曜日
- 語やびら沖縄 未来へ（月2回）
- 旬の話題

木曜日
- 沖縄県の中継・リポート（隔週）
- Under18（隔週）
- 食いち!

金曜日
- スポーツ＆ヘルス
- マンスリーKINGS（月1回）
- 入門 歌と踊り（月1回）
- あたらしい沖縄のうた 再び

特別編
- スーパーハイビジョン紀行（隔週）

## 2025年度の出演者
キャスター（メイン・隔週）
- 義村聡志（沖縄局アナウンサー）
- 豊田晴萌（沖縄局アナウンサー）

キャスター（サブ・隔週）
- 黒田賢（沖縄局アナウンサー）
- 宮城杏里（沖縄局契約キャスター）

スポーツキャスター
- 大場ゆずき（沖縄局契約キャスター）

気象予報士
- 大森麻以（オフィス気象キャスター所属）

## 過去の出演者
- 三橋大樹（当時沖縄局アナウンサー）
- 稲塚貴一（当時沖縄局アナウンサー）
- 中道洋司（当時沖縄局アナウンサー）
- 堀越将伸（当時沖縄局アナウンサー）[注 9]
- 池間昌人（当時沖縄局アナウンサー）[注 10]
- 原大策（当時沖縄局アナウンサー）[注 11]
- 屋良歩（当時沖縄局契約キャスター）
- 神谷成美（当時沖縄局契約キャスター）
- 松永安奈（当時沖縄局契約キャスター）
- 上原蓮美（当時沖縄局契約キャスター）
- 大浜扶美野（当時沖縄局契約キャスター）
- 上田詩織（当時沖縄局契約キャスター）
- 田中美音（当時沖縄局契約キャスター）
- 仲本奈鶴季（当時沖縄局契約キャスター）
- 内原早紀子（沖縄局契約キャスター）
- 斎藤綾乃（気象予報士）
- 結野亜希（気象予報士）
- 佐藤沙代子（気象予報士）

金曜日ゲスト
交代で1人が出演。ゲスト無しの週もある。
- 嘉手川学（オキナワふうどライター）
- 古謝美佐子（歌手）
- 津波信一（ローカルタレント）
- 照屋林賢（音楽家・りんけんバンドリーダー）